# Schi fond la Jocurile Olimpice de iarnă din 2022 - ștafetă 4x5 km (feminin)
Proba de schi fond ștafetă 4x5 km feminin de la Jocurile Olimpice de iarnă din 2022 de la Beijing, China a avut loc pe 12 februarie 2022 la Centrul de schi nordic și biatlon din Guyangshu din Zhangjiakou.

## Program
Orele sunt orele Chinei (ora României + 6 ore).
| Dată         | Ora         | Rundă  |
| ------------ | ----------- | ------ |
| 12 februarie | 15:30-16:45 | Finală |

## Rezultate
Rezultate oficiale.
| Loc | Nr. de concurs | Țară                                                                                         | Timp                                      | Diferență |
| --- | -------------- | -------------------------------------------------------------------------------------------- | ----------------------------------------- | --------- |
| 1   | 2              | COR Yuliya Stupak Natalya Nepryayeva Tatiana Sorina Veronika Stepanova                       | 53:41,0 14:21,3 14:06,4 12:39,2 12:34,1   |           |
| 2   | 5              | Germania · Katherine Sauerbrey · Katharina Hennig · Victoria Carl · Sofie Krehl              | 53:59,2 14:22,8 14:00,6 12:38,5 12:57,3   | +18,2     |
| 3   | 6              | Suedia · Maja Dahlqvist · Ebba Andersson · Frida Karlsson · Jonna Sundling                   | 54:01,7 14:41,1 14:07,3 12:48,5 12:24,8   | +20,7     |
| 4   | 3              | Finlanda · Anne Kyllönen · Johanna Matintalo · Kerttu Niskanen · Krista Pärmäkoski           | 54:02,2 14:33,9 14:15,0 12:31,1 12:42,2   | +21,2     |
| 5   | 1              | Norvegia · Tiril Udnes Weng · Therese Johaug · Helene Marie Fossesholm · Ragnhild Haga       | 54:09,8 14:48,4 13:57,8 12:30,4 12:53,2   | +28,8     |
| 6   | 4              | Statele Unite ale Americii · Hailey Swirbul · Rosie Brennan · Novie McCabe · Jessie Diggins  | 55:09,2 14:46,0 14:13,8 12:59,7 13:09,7   | +1:28,2   |
| 7   | 7              | Elveția · Laurien van der Graaff · Nadine Fähndrich · Nadja Kälin · Alina Meier              | 56:41,5 14:45,2 14:12,9 13:38,5 14:04,9   | +3:00,5   |
| 8   | 18             | Italia · Anna Comarella · Caterina Ganz · Martina Di Centa · Lucia Scardoni                  | 57:20,5 15:28,1 15:11,4 13:17,9 13:23,1   | +3:39,5   |
| 9   | 9              | Canada · Katherine Stewart-Jones · Dahria Beatty · Cendrine Browne · Olivia Bouffard-Nesbitt | 57:20,9 15:04,5 15:01,6 13:17,0 13:57,8   | +3:39,9   |
| 10  | 16             | China · Chi Chunxue · Li Xin · Jialin Bayani · Ma Qinghua                                    | 57:49,7 15:02,9 15:15,9 13:39,5 13:51,4   | +4:08,7   |
| 11  | 10             | Japonia · Masako Ishida · Masae Tsuchiya · Chika Kobayashi · Miki Kodama                     | 58:40,6 14:33,6 15:53,9 13:59,8 14:13,3   | +4:59,6   |
| 12  | 17             | Franța · Léna Quintin · Delphine Claudel · Flora Dolci · Mélissa Gal                         | 59:03,9 16:06,6 15:23,8 13:23,6 14:09,9   | +5:22,9   |
| 13  | 8              | Cehia · Tereza Beranová · Petra Nováková · Kateřina Janatová · Petra Hynčicová               | 59:32,6 17:08,7 15:27,8 13:14,6 13:41,5   | +5:51,6   |
| 14  | 12             | Polonia · Izabela Marcisz · Monika Skinder · Weronika Kaleta · Karolina Kukuczka             | 1:00:21.5 15:24,8 16:01,4 14:24,8 14:30,5 | +6:40,5   |
| 15  | 11             | Kazahstan · Kseniya Shalygina · Angelina Shuryga · Nadezhda Stepashkina · Irina Bykova       | 1:01:15.4 15:51,3 16:00,4 14:12,0 15:11,7 | +7:34,4   |
| 16  | 14             | Estonia · Kaidy Kaasiku · Mariel Merlii Pulles · Keidy Kaasiku · Aveli Uustalu               | 1:01:18,9 15:45,5 15:38,9 14:02,2 15:52,3 | +7:37,9   |
| 17  | 15             | Letonia · Patrīcija Eiduka · Kitija Auziņa · Baiba Bendika · Samanta Krampe                  | 1:01:20,6 15:20,8 16:11,0 13:11,8 16:37,0 | +7:39,6   |
| 18  | 13             | Ucraina · Viktoriya Olekh · Valiantsina Kaminskaya · Maryna Antsybor · Daria Rublova         | 1 Tur 17:55,5 1 Tur                       | +9        |